# Hallerbos

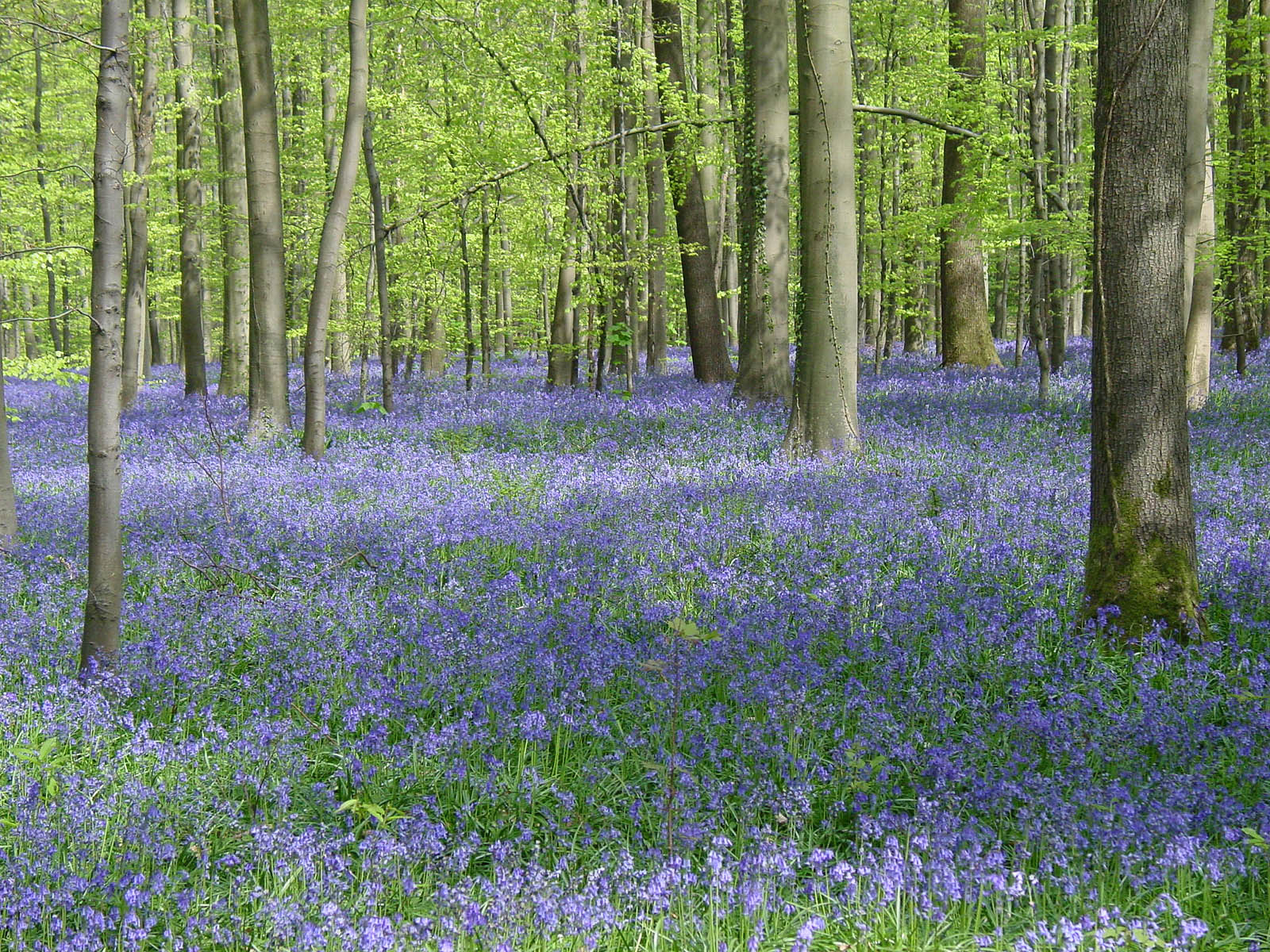
Hasenglöckchen-Teppich im Hallerbos

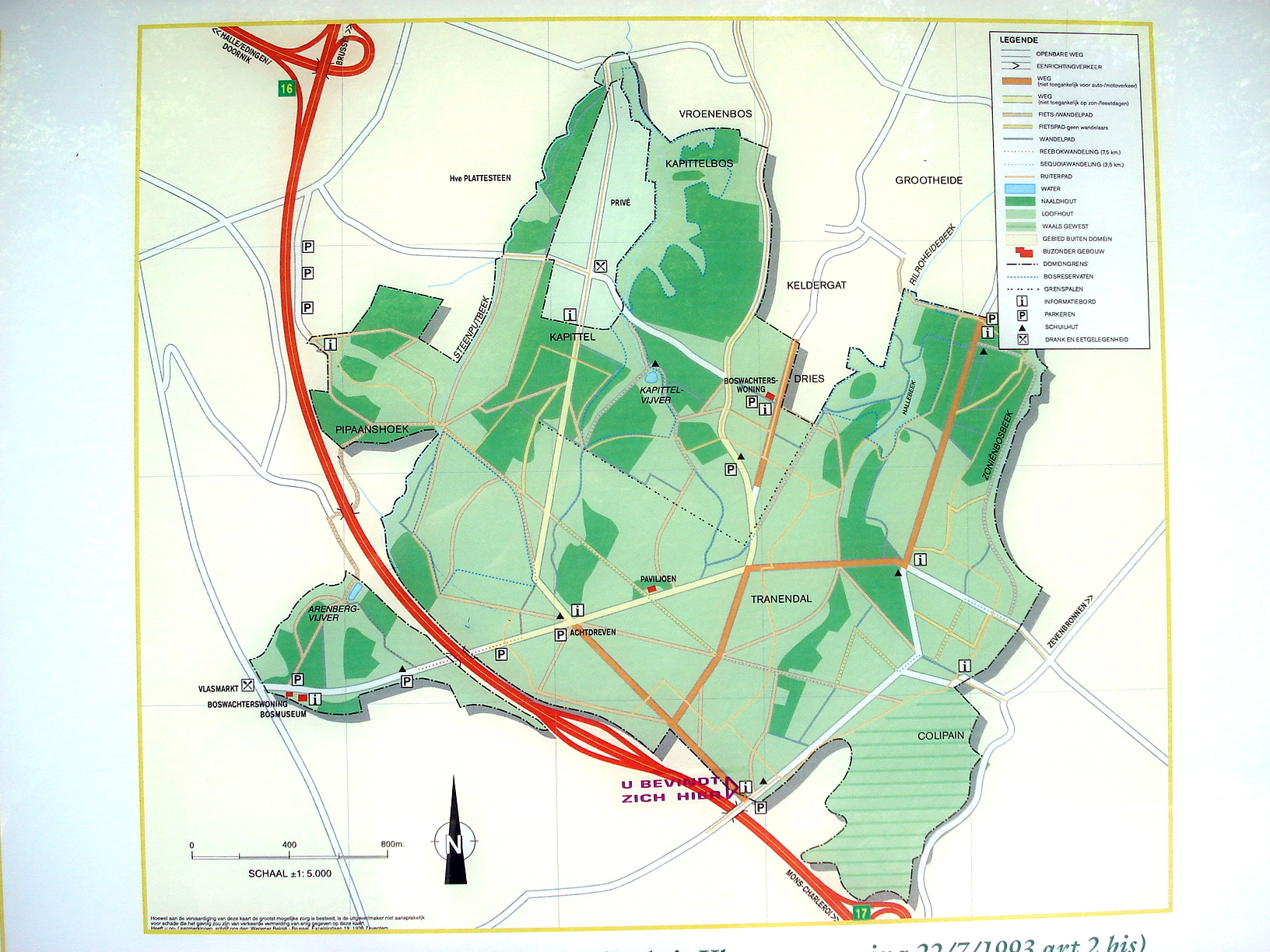
Plan des Hallerbos’

Der Hallerbos (niederländisch für Wald von Halle) ist ein Mischwald in der Provinz Flämisch-Brabant bei Halle in Belgien, etwa 25 km südwestlich der Hauptstadt Brüssel. Dieses Waldgebiet ist, wie auch der Sonienwald (Forêt de Soignes), ein Überrest des riesigen Urwalds Kohlenwald, der sich noch in der Römerzeit vom Rhein bis an die Nordsee erstreckte. Julius Cäsar nannte diesen Wald in seinen Berichten Über den Gallischen Krieg „silva carbonaria“. Entlang des ehemaligen Kohlenwaldes (flämisch Kolenwoud, französisch Forêt Charbonnière) entstand im 5. Jahrhundert eine Sprachgrenze. Südlich sprach man die Vorläufer der heutigen französischen Sprache, im Norden die der heutigen niederländischen Sprache. Es stellt die heutige Sprachenteilung Belgiens dar, nördlich des Waldes spricht man Flämisch/Niederländisch, südlich Wallonisch/Französisch.
Im Frühmittelalter gehörte der Hallerwald der fränkischen Familie der Heiligen Waltrudis von Mons aus dem Königsgeschlecht der Merowinger und dem Haus Arenberg. Da es immer wieder zu Grenzstreitigkeiten kam, wurden im 18. Jahrhundert 24 Marksteine (Grenzpfähle) angebracht, von denen noch 19 im Wald zu finden sind. Nach der Französischen Revolution wurde der Familie Arenberg der ganze Wald zugesprochen. Während des Ersten Weltkrieges fällten die deutschen Truppen fast alle großen Bäume. In den 1930er-Jahren wurde der Wald aufgeforstet, etwa ein Drittel sind heutzutage Nadelbäume, der Rest Laubbäume (Eichen, Buchen, Vogelbeerbäume). Nach dem Ersten Weltkrieg wurde der Hallerwald Eigentum des belgischen Staates.
Das Waldgebiet ist etwa 552 ha groß und bekannt für seine Blütenpracht des Hasenglöckchens gegen Ende April/Anfang Mai. 
Der Hallerbos steht unter Naturschutz, aber es führen zahlreiche Wanderwege durch den Wald, u. a. die „Sequoiawandeling“ (dt. Sequoiawanderung, 3,5 km) oder die „Reebokwandeling“ (dt. Rehbockwanderung, 7,5 km). 
In Deutschland bietet der sogenannte „Wald der blauen Blumen“ im Kreis Heinsberg zur Hasenglöckchen-Blüte ein ähnliches Bild, allerdings ist er viel kleiner als der Hallerbos. 